# Episodi de I Simpson (ventesima stagione)
La ventesima stagione de I Simpson (serie di produzione LABF) viene trasmessa negli Stati Uniti dal 28 settembre 2008 al 17 maggio 2009. La stagione comprende nove episodi della serie di produzione KABF, relativa alla precedente stagione. A partire dall'episodio Prendi la mia vita, per favore, I Simpson vanno in onda in alta definizione 720p, con immagine in formato 16:9, e con una nuova sigla di apertura sullo stile della precedente ma più ricca di dettagli.
In Italia è stata trasmessa in prima visione dal 22 febbraio al 23 marzo 2010 alle 20.05 su Italia 1. Questa è stata l'ultima stagione di Vittorio Amandola, nel quale doppiava Smithers fin dalla prima stagione. Dopo la sua morte, è stato sostituito da Pasquale Anselmo.
Dal 20 ottobre 2010 è in vendita il cofanetto contenente la ventesima stagione completa.
Dal 28 settembre al 4 ottobre 2016 gli episodi 1-7 e 9 vengono replicati su Italia 1 per la prima volta rimasterizzati in 16:9 e in alta definizione, l'episodio 8 è stato recuperato e replicato il 20 dicembre 2018 su Italia 1 sempre per la prima volta rimasterizzato in 16:9 e in alta definizione.
| N° | Codice di produzione | Titolo italiano                             | Titolo originale                    | Prima TV USA      | Prima TV Italia  |
| -- | -------------------- | ------------------------------------------- | ----------------------------------- | ----------------- | ---------------- |
| 1  | KABF17               | Sesso, pasticcerie e video-taglie           | Sex, Pies and Idiot Scrapes         | 28 settembre 2008 | 22 febbraio 2010 |
| 2  | KABF15               | Operatore perduto                           | Lost Verizon                        | 5 ottobre 2008    | 23 febbraio 2010 |
| 3  | KABF14               | Dai e ridai, Bart, quanti danni fai!        | Double, Double, Boy in Trouble      | 19 ottobre 2008   | 24 febbraio 2010 |
| 4  | KABF16               | La paura fa novanta XIX                     | Treehouse of Horror XIX             | 2 novembre 2008   | 25 febbraio 2010 |
| 5  | KABF18               | Curve pericolose                            | Dangerous Curves                    | 9 novembre 2008   | 26 febbraio 2010 |
| 6  | KABF19               | Homer e Lisa si scambiano paroloni crociati | Homer and Lisa Exchange Cross Words | 16 novembre 2008  | 1 marzo 2010     |
| 7  | KABF20               | Mypod d'ottone e manicotti di dinamite      | Mypods and Broomsticks              | 30 novembre 2008  | 2 marzo 2010     |
| 8  | KABF21               | Come nascono i Burns e come nascono le api  | The Burns and the Bees              | 7 dicembre 2008   | 3 marzo 2010     |
| 9  | KABF22               | Lisa la regina delle sceneggiate            | Lisa the Drama Queen                | 25 gennaio 2009   | 4 marzo 2010     |
| 10 | LABF01               | Prendi la mia vita, per favore              | Take My Life, Please                | 15 febbraio 2009  | 5 marzo 2010     |
| 11 | LABF02               | La conquista del test                       | How the Test Was Won                | 1 marzo 2009      | 8 marzo 2010     |
| 12 | LABF03               | Mai più mutuo, naturalmente!                | No Loan Again, Naturally            | 8 marzo 2009      | 9 marzo 2010     |
| 13 | LABF04               | Ciao Maggie, ciao!                          | Gone Maggie Gone                    | 15 marzo 2009     | 10 marzo 2010    |
| 14 | LABF11               | Nel nome del nonno                          | In the Name of the Grandfather      | 22 marzo 2009     | 11 marzo 2010    |
| 15 | LABF05               | Matrimonio per un disastro                  | Wedding for Disaster                | 29 marzo 2009     | 12 marzo 2010    |
| 16 | LABF06               | Ambarabà Maya e Boe!                        | Eeny Teeny Maya Moe                 | 5 aprile 2009     | 15 marzo 2010    |
| 17 | LABF07               | Il buono, il tristo e il drogattivo         | The Good, the Sad and the Drugly    | 19 aprile 2009    | 16 marzo 2010    |
| 18 | LABF08               | Papà la sa più corta!                       | Father Knows Worst                  | 26 aprile 2009    | 17 marzo 2010    |
| 19 | LABF10               | Waverly Hills 9021-D'oh                     | Waverly Hills 9-0-2-1-D'oh          | 3 maggio 2009     | 19 marzo 2010    |
| 20 | LABF09               | Quattro grandi donne e manicure             | Four Great Women and a Manicure     | 10 maggio 2009    | 22 marzo 2010    |
| 21 | LABF12               | Arrivando in Homerica                       | Coming to Homerica                  | 17 maggio 2009    | 23 marzo 2010    |

## Sesso, pasticcerie e video-taglie
- Sceneggiatura: Kevin Curran
- Regia: Lance Kramer
- Messa in onda originale: 28 settembre 2008
- Messa in onda italiana: 22 febbraio 2010

A causa di alcuni incidenti avvenuti durante la festa di San Patrizio, Homer viene condannato e, non riuscendo a pagare la cauzione, si rivolge a Lucky Jim per avere un aiuto economico e lì incontra anche un cacciatore di taglie che convince Homer a sua volta a intraprendere questa attività. Contemporaneamente, Marge viene ingaggiata come pasticciera da un certo Patrick Flannery, ma in seguito scoprirà di lavorare, a sua insaputa, in una pasticceria erotica. Homer rischia la vita cercando di catturare Serpente, ma viene salvato da Ned Flanders grazie ad un vetro antiproiettile e i due decidono di diventare soci per catturare altri criminali. Grazie a questa nuova attività che svolgono insieme, i due stringono un legame di amicizia, ma a causa dei metodi troppo violenti, come l'utilizzo di un sacchetto di plastica per soffocare e di un taser, che Homer usa per catturare i fuorilegge, Ned decide di rompere il sodalizio. Tornato da Lucky Jim per dire che lasciava l'attività di cacciatore di taglie, quest'ultimo gli offre di catturare come ultimo criminale Homer, che non si era presentato al processo per i fatti di San Patrizio. Alla fine di un lungo inseguimento, i due rimangono intrappolati in un cantiere edile in una buca con del cemento fresco e Homer viene così mandato in gattabuia, dove riceverà una torta fatta da Marge.
- Guest star: Julia Louis-Dreyfus (voce di Gloria) e Robert Forster (voce di Lucky Jim)
- Frase della lavagna: assente
- Gag del divano: i Simpson vengono trasformati in carbonite e sono portati via da Boba Fett.

## Operatore perduto
- Sceneggiatura: John Frink
- Regia: Raymond S. Persi
- Messa in onda originale: 5 ottobre 2008
- Messa in onda italiana: 23 febbraio 2010

Il preside Skinner si mette in ridicolo nel tentativo di prendere la benzina e i suoi alunni riprendono questa scena con il loro cellulare. Milhouse non riesce però a contattare Bart poiché quest'ultimo non possiede un cellulare, anche se desidera possederne uno, ma Marge non glielo può comprare poiché costerebbe troppi soldi. Così Bart, rattristato dalla situazione, fa una passeggiata vicino al golf club, dove viene colpito da una palla. Nel tentativo di lanciarla contro colui che gliel'ha scagliata addosso, viene fermato dal dottor Hibbert, che gli promette un dollaro per ogni pallina che raccoglie. Durante questo lavoro entra in possesso fortuitamente del cellulare di Denis Leary, con cui inizia a fare parecchi scherzi. Marge scopre dopo poco tempo che il cellulare è stato sottratto a Leary e, mentre si sta scusando con lui, la celebrità le consiglia di inserire un sistema GPS nel cellulare per controllare il figlio. Marge segue il consiglio di Leary e inizia a seguire il figlio in qualsiasi posto vada, ma Lisa rivela a Bart la presenza di questo chip e, per depistare i genitori, decide di metterlo alle zampe di un uccellino. Lisa scopre che questa specie di uccello emigra fino a Machu Picchu e lei, desiderosa di andare in quel luogo, non avverte i genitori di questa notizia, così i membri della famiglia, che pensavano di cercare Bart, in realtà si ritrovano nella località peruviana, dove Marge addormentatasi davanti a una statua sogna che questa prendi vita e gli spiega di non soffocare Bart: infatti la statua spiega che nel villaggio peruviano le madri era così protettive che i figli ormai adulti non seppero difendersi dai conquistadores. Bart quindi vive da solo per qualche giorno, ma scopre che questa vita non è il massimo per lui e Marge, quando torna a casa con il resto della famiglia, capisce che non deve soffocare il figlio con eccessive protezioni.
- Guest star: Denis Leary (voce di sé stesso), Brian Grazer (voce di sé stesso) e Pino Insegno (voce di Denis Leary nella versione italiana)
- Frase alla lavagna: La dieta della maestra sta funzionando
- Gag del divano: i Simpson ammirano una parodia del Monte Rushmore in cui sono rappresentati loro seduti sul divano.

## Dai e ridai, Bart, quanti danni fai!
- Sceneggiatura: Bill Odenkirk
- Regia: Michael Polcino
- Messa in onda originale: 19 ottobre 2008
- Messa in onda italiana: 24 febbraio 2010

Homer va al Jet Market con Bart per far la spesa e prova ad acquistare un gratta e vinci, ma suo figlio gli impedisce di effettuare l'acquisto a causa di alcuni comportamenti pericolosi. Il biglietto viene così comprato da Lenny che vince 50 000 dollari, con i quali organizza una festa con i suoi amici e fa loro un regalo, dei robot aspirapolvere, che però vengono manomessi da Bart in modo da attaccare gli invitati. Nessuno è in grado di sopportare i continui scherzi di Bart, che si nasconde in un bagno dove incontra un ragazzino del tutto simile a lui, Simon. Decidono di scambiarsi la personalità, ma mentre a Bart questo scambio piace poiché Simon ha una famiglia molto ricca, quest'ultimo non riesce ad abituarsi allo stile di vita dei Simpson, tanto da insospettire Lisa. Bart viene a scoprire che i due fratellastri di Simon stanno tentando di ucciderlo in modo da tenere per loro l'eredità e, quando la famiglia decide di andare ad Aspen, i due fratellastri lanciano Bart in una pista da sci molto pericolosa. Simon, che rivela la sua identità alla famiglia Simpson, ammette l'esistenza del piano dei suoi fratelli e convince i Simpson ad andare nella località sciistica per salvare Bart. Non appena Bart viene salvato, lui e Simon decidono di tornare alle loro vite normali.
- Guest star: Joe Montana (voce di sé stesso)
- Frase alla lavagna: Il mese di Rocktobre non esiste
- Gag del divano: in una parodia de Il Mago di Oz, un uragano distrugge la casa e porta i Simpson da un mondo a colori ad uno in bianco e nero.

## La paura fa novanta XIX
- Sceneggiatura: Matt Warburton
- Regia: Bob Anderson
- Messa in onda originale: 2 novembre 2008
- Messa in onda italiana: 25 febbraio 2010

Tre storie di Halloween, introdotte da Homer che tenta di votare Barack Obama alle elezioni presidenziali statunitensi del 2008, ma i suoi voti sono assegnati a John McCain. Successivamente la stessa macchina elettronica del voto uccide Homer.
- Parodia robotica senza titolo (Untitled Robot Parody)
Bart compra a Lisa una decappottabile di Malibu Stacy, che in realtà nasconde un robot trasformabile che anima tutti gli oggetti tecnologici che incontra. Così facendo, i robot di due diverse razze iniziano a combattere gli uni contro gli altri in tutta Springfield, recando gravi danni alla città. Stanca di questa situazione, Marge convince i robot a smettere di combattere tra loro, ma questi si coalizzano e schiavizzano l'umanità.
- Come fare carriera nella pubblici-morte (How to Get Ahead in Dead-Vertising)
Homer e Marge lasciano Maggie in un asilo, ma la bambina rimane delusa poiché Krusty decide di togliere le proprie immagini dall'asilo. Homer, arrabbiato per il comportamento del clown, lo spinge, e una serie di vari incidenti fortuiti porta alla morte del clown. A causa di questo omicidio, Homer viene ingaggiato da persone che lavorano in ambito pubblicitario poiché uccidendo personaggi famosi possono sfruttare la loro immagine senza pagare nulla. Le celebrità in paradiso si stancano velocemente di questa situazione e tornano sulla Terra per uccidere Homer. Una volta vendicatisi, trovano però le porte del paradiso chiuse dallo stesso Homer, che rimane in paradiso insieme soltanto ad Abramo Lincoln.
- È la grande zucca, Milhouse (It's the Grand Pumpkin, Milhouse)
In una parodia di una puntata di Halloween dei Peanuts, Milhouse attende l'arrivo della Grande Zucca, ma viene deriso da tutti i suoi amici perché ritengono che non esista. Rattristato dalla situazione, Milhouse inizia a piangere, ma le sue lacrime e la sua convinzione rendono reale la Grande Zucca che però, non appena scopre che gli esseri umani mangiano le zucche, inizia ad attaccare e a mangiare le persone che incontra sul suo percorso. Quando Lisa capisce che la Grande Zucca è diventata reale poiché Milhouse credeva realmente nella sua esistenza, convince quest'ultimo a credere nell'esistenza di Tom Tacchino che, non appena è divenuto reale, uccide la Grande Zucca. Dopo aver sconfitto il nemico, il tacchino scopre che gli uomini mangiano i suoi simili, perciò decide a sua volta di attaccare gli esseri umani che incontra.
- Guest star: assente
- Frase alla lavagna: assente
- Gag del divano: assente

## Curve pericolose
- Sceneggiatura: Billy Kimball e Ian Maxtone-Graham
- Regia: Matthew C. Faughnan
- Messa in onda originale: 9 novembre 2008
- Messa in onda italiana: 26 febbraio 2010

Nel giorno dell'Indipendenza i Simpson decidono di fare un giro per andare in un hotel nel bosco e durante il tragitto decidono di dare un passaggio al ragazzo dalla voce stridula e alla sua fidanzata. Questa situazione fa venire in mente a Homer quando lui e Marge erano ancora fidanzati e ricevettero un passaggio da Ned Flanders. Ritornando nel presente, Homer risulta irritato dai continui baci dei due fidanzati e questo gli fa ricordare i fatti successi 5 anni prima, quando lui e Marge si erano persi dopo una gita con Patty e Selma e arrivarono in una ricca villa tenuta da un certo Alberto. In quell'occasione Homer ebbe un litigio con Marge a causa di alcune avance di un'invitata al party, Sylvia, nei confronti di Homer. La retrospezione ritorna a quando i due erano fidanzati e, nello stesso hotel in cui si stavano dirigendo nel presente, Ned li convince a dormire in camere separate, per il disappunto dei due fidanzati. La scena ritorna a quando i due erano sposati e si scopre che Homer e Marge vanno in quello stesso hotel rispettivamente con Sylvia e Alberto, ma i due si incontrano lì non sapendo della presenza degli altri due, che vengono rinchiusi accidentalmente nella stessa cassa, riaccendendo il loro amore. Tornando al presente, la famiglia Simpson incontra Sylvia e Alberto, che nel frattempo si erano sposati e avevano avuto una figlia, e che ringraziano Homer e Marge per averli fatti incontrare, scoprendo quanto successo 5 anni prima. Dopo aver fatto questa scoperta, i due rimangono molto delusi perché uno dei momenti migliori del loro matrimonio è avvenuto per caso, perciò decidono di allontanarsi. Homer trova nel bosco una scritta che aveva lasciato per Marge quando i due erano ancora fidanzati e prova a mostrargliela, ma rischiano la vita cadendo giù dal medesimo albero, ma la loro caduta viene interrotta dalla barca a pedali (in verità era un'auto a pedali che Bart ha mandato nel fiume per fare una scorciatoia) di Bart e Lisa che salvano così la vita ai loro genitori.
- Guest star: Maurice LaMarche
- Frase alla lavagna: Non ho visto la maestra rubare la benzina
- Gag del divano: nel soggiorno ci sono cinque orologi a cucù e da ognuno di essi esce un membro della famiglia Simpson fatto in legno.

## Homer e Lisa si scambiano paroloni crociati
- Sceneggiatura: Tim Long
- Regia: Nancy Kruse
- Messa in onda originale: 16 novembre 2008
- Messa in onda italiana: 1º marzo 2010

Bart e Lisa iniziano a vendere la limonata davanti a casa ma vengono presto bloccati poiché non hanno l'opportuna licenza. Una volta giunti per ottenerla, l'impiegato addetto al rilascio delle licenze è impegnato in un cruciverba che non riesce a completare, perciò Lisa decide di risolverlo tutto per poter far procedere la fila. Dopo questa esperienza Lisa si appassiona ai cruciverba e viene invitata dal sovrintendente Chalmers ad un campionato cittadino di cruciverba. Nel frattempo, Homer dà una mano a Edna Caprapall a interrompere la relazione con il preside Skinner e, poiché i suoi metodi per troncare le relazioni sono tali da non rattristare la persona lasciata, apre un'attività vera e propria in cui ha il compito di troncare le relazioni di chiunque lo chieda. Tra gli altri Homer aiuta Grady, un suo vecchio compagno di stanza gay, a interrompere la relazione con il suo fidanzato. Dopo una breve chiacchierata con Marge, che critica questa nuova attività del marito, Homer sogna gli spiriti delle relazioni interrotte e decide di smettere questa attività dopo aver guadagnato un po' di soldi. Dopo aver accompagnato Lisa al campionato di cruciverba, decidere di scommettere sulla figlia che, grazie ai suoi successi, lo fa arricchire molto. Arrivata in finale, Lisa dice al padre che di solito lei fallisce un obiettivo nel momento più importante, perciò Homer decide di scommettere contro la figlia, che perde contro Gil Gunderson, dopo che lui distrae disonestamente Lisa col trucco degli occhiali caduti a terra e allontanandola dal cruciverba allo scopo di finire per primo e vincere. Dopo aver visto il padre comprare oggetti costosi, Lisa scopre che egli ha scommesso contro di lei e, molto arrabbiata per questo, decide di rinnegarlo e di prendere il cognome da nubile della madre, ovvero Bouvier. Per farsi perdonare, Homer chiede a Will Shortz e Merl Reagle, che curano i cruciverba sul The New York Times, di scriverne uno con le scuse rivolte alla figlia. Lisa, dopo aver risolto il cruciverba, legge il messaggio e si riappacifica con il padre.
- Guest star: Will Shortz (voce di sé stesso), Merl Reagle (voce di sé stesso) e Scott Thompson (voce di Grady)
- Frase alla lavagna: assente
- Gag del divano: in una parodia dell'eruzione del Vesuvio che distrusse Pompei, i Simpson si siedono su una panchina vestiti da antichi romani e vengono ricoperti in breve tempo dalla cenere.

## Mypod d'ottone e manicotti di dinamite
- Sceneggiatura: Marc Wilmore
- Regia: Steven Dean Moore
- Messa in onda originale: 30 novembre 2008
- Messa in onda italiana: 2 marzo 2010

Nel centro commerciale viene aperto un negozio della Mapple (parodia della Apple) e Lisa riesce a ottenere da Krusty un Mypod, siccome quest'ultimo lo trova poco utile. Durante un annuncio del fondatore della compagnia, Steve Mobbs, Bart offende tutti coloro che acquistano prodotti della compagnia. Per scappare dalla folla inferocita, Bart si rifugia nel giardino di Bashir, un ragazzino giordano da poco arrivato negli Stati Uniti. I due diventano rapidamente amici. Homer conosce il nuovo amico del figlio e apprezza subito la sua gentilezza, ma mentre si trova al bar di Boe viene insinuato che i genitori di Bashir siano in realtà dei terroristi e che per capirlo li avrebbe dovuti invitare a cena. Durante questa cena Homer ha un atteggiamento discriminatorio nei confronti della famiglia musulmana e, costretto da Marge, va a scusarsi, ma nota che il padre di Bashir sta maneggiando della dinamite. Allarmato da ciò, torna subito a casa per avvertire la moglie, la quale gli dice di tranquillizzarsi e di dormire. Dopo aver sognato il Genio di Aladdin, Homer vuole capire cosa vuole fare realmente il padre di Bashir, ma a causa di varie incomprensioni gli sembra di capire che lui sia un attentatore suicida e che voglia distruggere il centro commerciale, quando in realtà esegue demolizioni in sicurezza. Dopo aver fatto evacuare il centro commerciale, Homer lancia la dinamite nel fiume distruggendo un ponte e, capendo di aver sbagliato nel giudizio sulla famiglia immigrata, decide di fare un pranzo per scusarsi. Al pranzo manca però Lisa perché, dopo aver scaricato troppe canzoni da MyTunes, non riesce a pagare la fattura ricevuta e chiede a Mobbs di poter usufruire di un pagamento ridotto, ma il proprietario le propone in alternativa di lavorare per la Mapple. Lisa è entusiasta dell'offerta, ma in realtà deve solo distribuire dei volantini pubblicitari per strada.
- Guest star: Shohreh Aghdashloo (voce di Mina)
- Frase alla lavagna: La prosperità è dietro l'angolo
- Gag del divano: i Simpson arrivano nel soggiorno e trovano Bart che scrive alla lavagna: "Non devo portare la lavagna a casa".

## Come nascono i Burns e come nascono le api
- Sceneggiatura: Stephanie Gillis
- Regia: Mark Kirkland
- Messa in onda originale: 7 dicembre 2008
- Messa in onda italiana: 3 marzo 2010

Bart accetta una sfida di Secco e fa cadere un alveare su un gruppo di alunni della seconda elementare, ma le api sono tutte morte e Lisa è molto preoccupata per questa situazione. Contemporaneamente Montgomery Burns, in una settimana per miliardari, riesce a vincere a poker la squadra degli Austin Celtics e li trasferisce a Springfield e, dopo aver incontrato Mark Cuban, il proprietario dei Dallas Mavericks, decide di provare ad essere eccentrico e al centro dell'attenzione come fa lui, ma non conquista l'affetto del pubblico. Per ottenere l'affetto dei tifosi organizza la costruzione di un nuovo e moderno stadio. Nel frattempo Lisa va dal professor Frink per risolvere la situazione della moria delle api e, durante questo incontro, una regina punge la ragazzina che in breve tempo si trova il volto ricoperto da uno sciame d'api. Non potendo rimanere a lungo in quella condizione, Marge consiglia alla figlia di usare una vecchia serra abbandonata, dove le api possono stare in tranquillità. Lisa non sa però che Burns ha progettato di costruire lo stadio proprio dove si trova la serra e, per dirimere la questione, si indice un'assemblea cittadina. Durante questa Burns ammalia la popolazione annunciando che l'arena avrà tutti i comfort e presentando un nuovo giocatore, perciò si decide di costruire lo stadio. Vedendo la figlia delusa dall'abbattimento della serra, Homer e Boe si organizzano per rendere le api più forti incrociandole con una specie africana molto aggressiva. Una volta che queste api modificate vengono liberate, attaccano tutti i presenti all'inaugurazione dello stadio, che in breve tempo va in rovina e diventa la loro dimora. Tutto questo causa gravi perdite a Burns, che nella successiva riunione per miliardari viene allontanato, poiché il suo patrimonio è inferiore al miliardo di dollari, e portato nel club dei milionari.
- Guest star: Mark Cuban (voce di sé stesso), Jeff Bezos (voce di sé stesso), Marv Albert (voce di sé stesso)
- Frase alla lavagna: Gesù non è arrabbiato se il suo compleanno è a Natale
- Gag del divano: dopo che la famiglia Simpson si è seduta sul divano, l'inquadratura si allarga mostrando che sono una decorazione nell'albero di Natale.

## Lisa la regina delle sceneggiate
- Sceneggiatura: Brian Kelley
- Regia: Matthew Nastuk
- Messa in onda originale: 25 gennaio 2009
- Messa in onda italiana: 4 marzo 2010

Homer manda i figli al centro ricreativo e Lisa conosce Juliet, fan come lei di Josh Groban, e iniziano a frequentarsi. Diventano velocemente amiche del cuore e creano un loro mondo immaginario chiamato Equalia, che però distrae Lisa dagli impegni della sua vita. Dopo una cena in cui Marge comprende meglio qual è il vero carattere di Juliet, proibisce alla figlia di frequentare ancora la sua nuova amica. Lisa però disubbidisce alla madre e scappa con Juliet in un ristorante abbandonato dove possono continuare a fantasticare sul loro mondo immaginario. Però così facendo Lisa manca alla simulazione di riunione delle Nazioni Unite, perciò Martin Prince avverte la famiglia che inizia subito a cercarla. Nel ristorante abbandonato non arrivano i Simpson, ma Secco, Spada e Patata che usano il locale come loro rifugio. Vedendo le due ragazzine e per evitare che dicano dove si trova il rifugio, i bulli decidono di legarle. Le due ragazzine riescono a liberarsi distraendo Patata raccontandogli del mondo di Equalia ma Secco e Spada, vedendo ciò, decidono di distruggere il libro che contiene la storia di Equalia. Patata impedisce che il libro venga bruciato e inizia a combattere con i due compagni e in questo modo permette a Lisa e a Juliet di scappare. Tornando a casa, Lisa dice a Juliet che non può continuare a vivere nel mondo di Equalia e deve vivere nel mondo reale allora Juliet, dispiaciuta per questa affermazione, decide di non frequentarsi più con Lisa. Due mesi dopo, Lisa riceve una lettera in cui una casa editrice afferma di rifiutare il libro sui racconti di Equalia.
- Guest star: Emily Blunt (voce di Juliet), i Fall Out Boy (voci di sé stessi)
- Frase alla lavagna: Non userò inchiostro indelebile sulla lavagna
- Gag del divano: i Simpson si siedono sul divano posto dentro una scatola, con scritto "Gag del divano nº 429", che successivamente viene prezzata a 19,99 dollari. L'inquadratura viene allargata e si vede che la scatola è stata prezzata dall'Uomo dei fumetti che afferma: «La peggiore gag del divano mai vista».

## Prendi la mia vita, per favore
- Sceneggiatura: Don Payne
- Regia: Steven Dean Moore
- Messa in onda originale: 15 febbraio 2009
- Messa in onda italiana: 5 marzo 2010

Vance Connor, un cittadino di Springfield, viene inserito nel Springfield Wall of Fame, ma Homer prova una forte invidia nei suoi confronti, poiché quando erano al liceo i due concorsero per la carica di presidente del comitato studentesco, ma Homer venne sconfitto da Vance. A causa di questo ricordo Homer è molto amareggiato, ma alla taverna di Boe viene a scoprire, grazie a Lenny e Carl, che il preside del liceo chiese loro di sotterrare la scatola contenente i risultati dell'elezione. Una volta dissotterrata la scatola e aver contato i voti, Homer scopre di aver vinto le elezioni, perciò decide di andare dal suo vecchio preside per ricevere spiegazioni al riguardo. Una volta incontrato, il preside gli spiega che ha truccato il risultato delle elezioni, poiché voleva proteggerlo dopo aver sentito due studenti che volevano convincere gli altri a votare Homer per poterlo prendere in giro. Nonostante ciò, Homer rimane triste, poiché vuole sapere come sarebbe stata la sua vita se fosse stato presidente e, a cena da Luigi Risotto, incontra una persona che attraverso la salsa di pomodoro riesce a vedere come sarebbero potute andare le cose se fosse stato presidente. Viene a scoprire che la sua vita sarebbe stata migliore, con una condizione economica migliore, una migliore posizione all'interno della centrale nucleare, una casa più grande e senza figli. Dopo aver visto ciò Homer si rattrista ancora di più, finché la sua famiglia non lo riporta nel Springfield Wall of Fame dove è stata inserita una placca con il suo nome, per fargli ricordare quanto lui sia importante nella vita della famiglia.
- Guest star: assente
- Frase alla lavagna: La TV HD vale fino all'ultimo centesimo
- Gag del divano: i Simpson non trovano il divano una volta giunti in soggiorno e lo rincorrono a San Francisco, Venezia e in India, fino a trovarlo nello spazio e, dopo esserci seduti sopra, riportarlo a casa.

## La conquista del test
- Sceneggiatura: Michael Price
- Regia: Lance Kramer
- Messa in onda originale: 1º marzo 2009
- Messa in onda italiana: 8 marzo 2010

Inizia un nuovo anno scolastico e nella scuola elementare gli alunni devono preparare un importante test il cui risultato determinerà quanti fondi andranno all'istituto. In una simulazione della prova, Bart ottiene il voto più alto insieme a Nelson, Secco, Spada, Patata e Ralph Winchester e viene fatto credere loro di andare a Capital City in elicottero, in realtà sono stati messi nel pulmino della scuola in modo da non partecipare al test e non abbassare i voti. Con loro va il preside Skinner che viene spinto sul bus dal sovrintendente Chalmers. In una fermata per permettere a Ralph di andare in bagno, il pullman viene interamente smontato da delinquenti del luogo e gli studenti sono costretti a proseguire a piedi, fino a quando Ralph si perde su una nave cargo contenente rifiuti. Skinner per salvarlo prova prima a mandare un messaggio di soccorso al manovratore della gru per i container ma, dopo averlo fatto svenire con una palla di carta contenente il messaggio, decide successivamente di salire su un container e, sfruttando la legge di conservazione del momento angolare, riesce a dirigersi sulla barca, insieme agli altri ragazzi e a tornare alla scuola elementare. A quel punto, mentre Lisa Simpson è in crisi perché non riesce a rispondere a nessuna domanda, decide di annullare il test ritenendola un'inutile perdita di tempo. Nel frattempo, Homer si dimentica di pagare l'assicurazione e, quando lo fa, deve aspettare fino alle 15:00 affinché questa abbia effettivo valore, perciò deve evitare che abbia incidenti o si ferisca. Quando torna a casa, Marge ospita le sue amiche del club del libro, ma pochi secondi prima dello scoccare delle 15:00 succedono vari imprevisti che portano al ferimento alla testa del signor Burns alle 15:01 nella proprietà dei Simpson, quindi in tempo per essere coperto dall'assicurazione.
- Guest star: Chris Martin
- Frase alla lavagna: Il campionato di basket non è una scusa per saltare la scuola
- Gag del divano: i Simpson interpretano vari ruoli di diverse sitcom americane (in particolare The Honeymooners, The Dick Van Dyke Show, The Brady Bunch e Cin cin), prima di tornare nel loro show sedendosi sul divano.

## Mai più mutuo, naturalmente!
- Sceneggiatura: Jeff Westbrook
- Regia: Mark Kirkland
- Messa in onda originale: 8 marzo 2009
- Messa in onda italiana: 9 marzo 2010

I Simpson organizzano una grande festa per il Martedì Grasso, invitando la maggior parte dei cittadini. Una volta finiti i festeggiamenti, Lenny chiede a Homer come fa tutti gli anni ad organizzare questa grande festa e lui gli confessa che scarica i propri debiti sulla casa. Però così facendo la rata del mutuo diventa molto pesante da pagare, tanto da costringere Gil Gunderson, il promotore finanziario della famiglia, a pignorare la casa e a metterla all'asta. Durante quest'asta viene presentata un'unica offerta di 100 000 dollari da parte di Montgomery Burns, ma Ned Flanders, ormai affezionato ai suoi vicini, decide di prenderla per 101 000 dollari e darla in affitto ai Simpson, che lo ringraziano per questo gesto è tornano a casa (non prima che Homer tolga un messaggio ai nuovi proprietari con su scritto "trattate questa casa come l'abbiamo trattata noi"). Siccome è l'affittuario della casa, Ned si offre per compiere i vari lavori di riparazione della casa, ma si stanca in fretta di ciò a causa delle continue richieste dei Simpson per diversi tipi di problemi. A causa del mancato aiuto nelle riparazioni domestiche, Homer, convinto da Boe Szyslak, decide di raccontare ai media una montatura di questa storia in cui Ned prende le sembianze del cattivo affittuario. Tutto questo provoca l'ira di Ned che decide di sfrattare i Simpson, che impediscono ciò ospitando il nonno (infatti non si può essere sfrattati se nella famiglia si ha un componente con più di 65 anni di età). In questo modo pensano di farla franca, ma in realtà Flanders convince il nonno a vivere da lui e così riesce a sfrattare i Simpson, che devono andare nel rifugio per senza tetto. Proprio quando sta per affittare la casa ai nuovi inquilini, Ned si accorge che gli manca la famiglia Simpson e che la loro presenza rende interessante la sua vita, perciò decide di annullare il contratto appena stipulato con i nuovi inquilini e fa sì che i Simpson possano avere di nuovo la loro casa.
- Guest star: Maurice LaMarche
- Frase alla lavagna: Non me la spasserò con i giochi educativi
- Gag del divano: i Simpson arrivano in soggiorno, ma trovano il divano ormai distrutto e decidono di seppellirlo in giardino. Vanno quindi in una sorta di allevamento per divani dove ne scelgono uno nuovo: una volta saliti sopra, il divano fa sbalzare in aria Homer che, una volta tornati a casa, si siede sul divano tutto ingessato.

## Ciao Maggie, ciao!
- Sceneggiatura: Billy Kimball e Ian Maxtone-Graham
- Regia: Chris Clements
- Messa in onda originale: 15 marzo 2009
- Messa in onda italiana: 10 marzo 2010

Gli abitanti di Springfield assistono ad un'eclissi solare totale ma Marge rimane accecata perché guarda direttamente la luce solare senza usare la camera oscura che ha dovuto cedere a Homer dopo che è stata rotta. Viene portata al pronto soccorso dove le viene applicata una fascia agli occhi che deve portare per due settimane, quindi in questo periodo viene aiutata dalla famiglia per svolgere tutte le faccende domestiche. La casa viene però infestata dai topi e Homer, insieme a Maggie e al Piccolo aiutante di Babbo Natale, va a prendere il veleno per topi; mentre sta tornando a casa, nel tentativo di attraversare un fiume (in cui viene citato il problema del lupo, della capra e dei cavoli), Homer non trova più Maggie che è stata presa da un convento di suore e, mentre Homer e Bart distraggono Marge facendo credere che la figlia sia ancora presente, Lisa riesce ad entrare sotto mentite spoglie nel convento. In breve tempo scopre che le suore sono alla ricerca della gemma preannunciata da santa Teresa che avrebbe portato pace ed equilibrio nel mondo e, dopo aver decifrato vari indizi, capisce che si deve recare verso "il più grande anello" (nell'originale "the biggest ring") e in un primo momento ritiene che sia la campana presente nel campanile di Springfield, ma una volta recata lì e aver incontrato l'Uomo dei fumetti e il preside Skinner, capisce che in realtà si tratta della scritta Springfield. Una volta recatisi sul posto, incontrano il signor Burns e Waylon Smithers, anche loro alla ricerca della gemma. Dopo vari tentativi nel cercare qualche indizio sulla scritta, trovano alla fine una scritta che si rivela essere un anagramma: Lisa prova a risolverlo e crede di scoprire che la gemma è proprio lei. Dopo questa scoperta si reca al convento e informa la madre superiora della sua scoperta. Quest'ultima però le rivela che in realtà ha sbagliato a decifrare l'anagramma e in realtà la gemma è Maggie. Non appena Maggie viene posizionata su un trono, in tutto il mondo arriva la pace e l'equilibrio predetti dalla santa, ma tutto questo viene interrotto dall'arrivo di Marge che rivuole indietro la sua bambina. Alla fine sul trono si siede Bart che trasforma il convento nell'inferno.
- Guest star: Ed Begley Jr. (voce di sé stesso)
- Frase alla lavagna: assente
- Gag del divano: il divano è una pignatta e Ralph Winchester, bendato, la rompe facendo uscire la famiglia Simpson.

## Nel nome del nonno
- Sceneggiatura: Matt Marshall
- Regia: Ralph Sosa
- Messa in onda originale: 22 marzo 2009
- Messa in onda italiana: 11 marzo 2010

I Simpson, dopo aver partecipato ad una mostra su casa e giardino, decidono di comprare una vasca idromassaggio da tenere nel loro giardino. Rimangono entusiasti del nuovo acquisto e passano molto tempo a fare il bagno, tanto da dimenticarsi di andare a trovare il nonno alla festa dedicata agli ospiti del castello di riposo dove vive. Il nonno, adirato per l'assenza dei suoi familiari, distrugge la vasca idromassaggio e Homer, per farsi perdonare, decide di fare qualcosa con suo padre, il quale gli suggerisce di andare in Irlanda per andare in un vecchio pub, gestito da Tom O'Flanagan, che aveva frequento in passato e per bere lì un'altra volta. Non appena arrivano nel posto, il nonno rimane deluso per la mancanza di gente rispetto a quando vi andava in passato e il proprietario Tom si lamenta del disinteresse dei cittadini nei confronti dei pub, ma è contento di poter servire da bere a Homer e a suo padre. I due si ubriacano e, a loro insaputa, acquistano da Tom il locale, che non sanno come gestire. Tentano in tutti i modi di attirare clienti, senza riuscirvi poiché gli irlandesi non sono interessati a bere e, per risollevare gli affari, fanno arrivare Boe per farsi dare dei consigli. Il barista suggerisce loro di poter permettere di fare nel locale qualcosa di illegale e, accorgendosi che in Irlanda non si può fumare nei locali pubblici, decidono di permettere di far fumare i loro clienti. In questo modo gli affari iniziano a migliorare e il locale diventa molto frequentato, ma in poco tempo arriva la polizia che arresta i due proprietari. Homer e il padre vengono quindi processati e costretti a ritornare in America.
- Guest star: Colm Meaney (voce di Tom O'Flanagan), Glen Hansard e Markéta Irglová (voce del cantante di strada e della ragazza protagonisti del film Once (Una volta))
- Frase alla lavagna: Four-leaf clovers are not mutant freaks[4]
- Gag del divano: i membri della famiglia Simpson, parodiando le gare dei cani, sono portati nel soggiorno al guinzaglio. Bart viene decretato vincitore e questo porta all'ira Homer che lo attacca.

## Matrimonio per un disastro
- Sceneggiatura: Joel H. Cohen
- Regia: Chuck Sheetz
- Messa in onda originale: 29 marzo 2009
- Messa in onda italiana: 12 marzo 2010

A Springfield arriva il pastorone che comunica al reverendo Lovejoy che per un periodo la sua licenza non era stata valida. Proprio in quel periodo il reverendo aveva sposato nuovamente Homer e Marge dopo il divorzio. Quindi Marge e Homer decidono di risposarsi con un matrimonio che viene deciso da Marge nei minimi dettagli, rendendo Homer molto triste e depresso, a causa del comportamento da "sposazzilla" di Marge. Il giorno del matrimonio Homer ammette quanto siano scoccianti per lui tutte le lamentele di Marge e poco prima della cerimonia scompare. Marge crede che Homer l'abbia abbandonata sull'altare, ma in realtà Homer è stato rapito e rinchiuso in una stanza da Patty e Selma, che lo "torturano" in stile Saw - L'enigmista per un po'. Ma Homer, disperato, legge la sua lettera di addio a Marge e, dicendo che gli manca, esclama la frase "Dio mi aiuti mi mancano pure le tue sorelle!" facendo capire alle due sorelle che Homer ama veramente Marge, decidono di liberarlo. Le due vengono però scoperte da Lisa e Bart che le costringono a pagare il nuovo matrimonio tra Homer e Marge.
- Guest star: Kelsey Grammer (voce di Telespalla Bob)
- Frase alla lavagna: Il mio salvadanaio non è autorizzato ai fondi TARP
- Gag del divano: a qualcuno vengono servite le pietanze con le facce dei Simpson: un'insalata (Homer), un brodo (Lisa), degli spaghetti (Marge), una bistecca (Bart) e infine il conto con un fermacarte (Maggie) che viene anch'esso mangiato. Si scopre che era l'Uomo dei fumetti, che dopo essersi pulito la bocca lascia cadere un tovagliolo con l'immagine dei Simpson seduti sul divano.

## Ambarabà Maya e Boe!
- Sceneggiatura: John Frink
- Regia: Nancy Kruse
- Messa in onda originale: 5 aprile 2009
- Messa in onda italiana: 15 marzo 2010

Homer viene costretto da Marge a passare del tempo con Maggie e va al bar di Boe, che sta pulendo il bar per Maya, una ragazza che ha conosciuto in rete, che si rivela essere una persona affetta da nanismo. Nel frattempo Maggie viene lasciata in un parco giochi a fianco al bar, dove viene però presa di mira dai bulli. Marge non si fida di Homer e inserisce una microspia nel fiocco di Maggie, per spiarlo. Marge scopre che Maggie stava per essere bullizzata e che Homer, cercando di salvare Maggie, era finito a sua volta vittima del capo dei bulli, ma che era stato salvato da Maggie. Alla fine Marge, quando sente Homer mentre dice quanto bene voglia alla figlia, capisce che egli è comunque un ottimo padre. Boe fa un'uscita con Maya assieme a Marge e Homer e dopo l'uscita Boe chiede a Maya di sposarlo, ma lei, offesa dalle battute di Boe, rifiuta. Boe decide allora di fare un'operazione per abbassarsi e riconquistarla, ma Maya offesa gli dice addio.
- Guest star: assente
- Frase alla lavagna: assente
- Gag del divano: vengono calati una serie di veli: prima gli occhi di Homer, poi lo scheletro, poi la pancia con sopra una birra, poi il resto della pelle, poi Marge, Lisa, Bart, Maggie e il divano. Marge infine cala un ultimo velo coi vestiti di Homer.

## Il buono, il tristo e il drogattivo
- Sceneggiatura: Marc Wilmore
- Regia: Rob Oliver
- Messa in onda originale: 19 aprile 2009
- Messa in onda italiana: 16 marzo 2010

Bart svita tutte le viti della scuola, ma al suo posto viene preso e sospeso Milhouse, che rimane chiuso in casa. Bart gli promette che lo verrà a trovare, ma non lo fa. Infatti, mentre Bart è alla casa di riposo a trovare il nonno, arriva una ragazza, chiamata Jenny, di cui Bart si innamora subito. Il giorno dopo la invita ad un picnic, ma lì trovano Secco, Patata e Spada che stanno maltrattando un anatroccolo. Bart, per fare bella figura con Jenny, cerca di fermarli, ma viene pestato. Il giorno dopo la ragazza viene invitata a cena ma a casa Simpson arriva anche Milhouse, molto arrabbiato con Bart per quello che gli ha fatto. Nei giorni seguenti Milhouse perseguita Bart e Jenny minacciando Bart di rivelare a Jenny chi egli sia veramente. Sfiancato, Bart decide di dire la verità a Jenny, che però lo molla. Nel frattempo Lisa, quando deve fare un tema su "come sarà Springfield fra 50 anni", scopre che il mondo probabilmente sarà finito e si deprime tantissimo. Allora viene mandata da una terapeuta che le diagnostica "disperazione legata all'ambiente" e le somministra l'ignorital, che le fa vedere smile dappertutto. Tuttavia Marge, quando si accorge della pericolosità delle pillole, decide di non somministrare più farmaci alla figlia. Alla fine Lisa torna alla normalità e Bart porta dei fiori a Milhouse per scusarsi. I due fanno la pace e insieme lucidano il pavimento della scuola fino a farlo diventare una specie di pista di pattinaggio sul ghiaccio.
- Guest star: Anne Hathaway (voce di Jenny)
- Frase alla lavagna: Non prenderò in giro il cellulare fuori moda della maestra
- Gag del divano: i simpson in una giungla tagliano le frasche; dietro c'è il divano con sopra cinque scimmie uguali ai componenti della famiglia che scappa via spaventata.

## Papà la sa più corta!
- Sceneggiatura: Rob LaZebnik
- Regia: Matthew Nastuk
- Messa in onda originale: 26 aprile 2009
- Messa in onda italiana: 17 marzo 2010

Homer si brucia la lingua e, dopo essere guarito, scopre delle nuove papille gustative che possono gustare solo il cibo insipido servito alla mensa scolastica. Mentre si trova lì conosce Noa, un ragazzino divenuto un genio poiché sua madre si comporta come un genitore elicottero; quest'ultima convince Homer a diventare anch'esso un genitore elicottero, e Homer si convince facilmente. Nel frattempo Marge, mentre cambia lo scaldabagno, scopre una porta segreta che porta ad una sauna, e decide di usarla per rilassarsi. Homer aiuta Lisa a diventare popolare e Bart nella creazione di un modellino in balsa dell'abbazia di Westminster per un concorso scolastico, ma, mentre dorme, distrugge accidentalmente il modellino. Tuttavia Bart riesce lo stesso a vincere il premio poiché il suo modellino è talmente brutto che non può aver ricevuto nessun aiuto dai suoi genitori. Bart rifiuta il premio e chiede ai genitori di non essere troppo possessivi nei confronti dei figli, mentre Lisa spiega al padre che odia essere popolare. Così Homer decide di non intromettersi più nella vita dei figli e insieme a Marge si rilassa nella sauna.
- Guest star: assente
- Frase alla lavagna: Non metterò la salsa piccante nel manichino per la rianimazione
- Gag del divano: i Simpson si tuffano e nuotano in una piscina per raggiungere il divano, ma Homer annega e resta a galleggiare dopo il tuffo.

## Waverly Hills 9021-D'oh
- Sceneggiatura: J. Stewart Burns
- Regia: Michael Polcino
- Messa in onda originale: 3 maggio 2009
- Messa in onda italiana: 19 marzo 2010

I Simpson decidono di comprare un appartamento a Waverly Hills per mandare i bambini in una scuola migliore. Homer deve vivere nell'appartamento a causa di un ispettore che deve controllare che quella sia la loro vera residenza. Nel frattempo Bart finge di essere arrestato per sembrare un duro, e mette in giro la voce che Lisa è la migliore amica di Alaska Nebraska. L'ispettore conferma che l'appartamento è la vera residenza ma i Simpson decidono comunque di tornare a Springfield.
- Guest star: Ellen Page (voce di Alaska Nebraska)
- Frase alla lavagna: assente
- Gag del divano: i Simpson sono antichi romani al Colosseo; Bart riesce a prendere la testa di un gladiatore.
- Curiosità: il titolo dell'episodio fa riferimento a...

...questo: Beverly Hills 90210.

## Quattro grandi donne e manicure
- Sceneggiatura: Valentina L. Garza
- Regia: Raymond S. Persi
- Messa in onda originale: 10 maggio 2009
- Messa in onda italiana: 22 marzo 2010

Mentre Marge e Lisa fanno manicure e pedicure raccontano diverse storia con protagoniste delle donne: Elisabetta I d'Inghilterra interpretata da Selma, Biancaneve rivisitata da Lisa, Marge che impone a Homer di uccidere tutti gli altri protagonisti di Macbeth e Maggie Roark interpretata da Maggie Simpson.
In questa puntata Maggie parla per la terza volta, anche se con una voce diversa.
- Guest star: Jodie Foster (voce di Maggie Roark)
- Frase alla lavagna: assente
- Gag del divano: uno scultore scolpisce la famiglia Simpson seduta sul divano, poi cambia idea e scolpisce un cavaliere.

## Arrivando in Homerica
- Sceneggiatura: Brendan Hay
- Regia: Steven Dean Moore
- Messa in onda originale: 17 maggio 2009
- Messa in onda italiana: 23 marzo 2010

Krusty mette sul mercato un nuovo hamburger "Santa Madre Natura" fatto con orzo nutrito a grano. Tutti a Springfield si sentono male a causa dell'orzo andato a male preso da Ogdenville, città fondata da immigrati norvegesi. Gli Ogdenvillesi, dopo che la fabbrica di orzo viene chiusa, vanno a Springfield a fare i lavori che gli springfieldiani non vogliono fare. Ma questo ha anche delle conseguenze: il sistema sanitario viene intasato dagli immigrati e Homer viene licenziato perché trovato ubriaco dopo aver bevuto un liquore norvegese. Gli immigrati vengono quindi banditi da Springfield. I cittadini vengono ingaggiati per sorvegliare il confine ma l'organizzazione è molto precaria. Si decide quindi di costruire un muro per dividere springfieldiani e ogdenvillesi. Inizialmente Marge è contraria, ma dopo che la prima parola di Maggie è in ogdenvillese («Ja») si convince (anche se in realtà questa non è la prima parola di Maggie nella serie). Il muro viene quindi costruito e ultimato. Subito dopo però gli springfieldiani si accorgono che gli ogdenvillesi gli mancano e decidono quindi di tornare a vivere tutti insieme. La puntata si conclude con tutti gli abitanti di Springfield assieme a quelli di Ogdenville intenti a festeggiare e a ballare sulle note di una musica popolare norvegese.
- Guest star: assente
- Frase alla lavagna: Si chiama Facebook non Facciadaculbook
- Gag del divano: i Simpson interpretano vari ruoli di diverse sitcom americane (in particolare The Honeymooners, The Dick Van Dyke Show, The Brady Bunch e Cin cin), prima di tornare nel loro show sedendosi sul divano.